# Johannes de Doperkerk (Baexem)

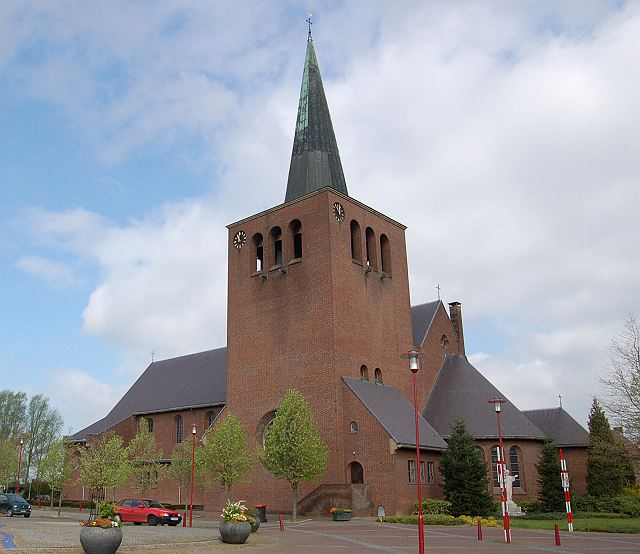
Johannes de Doperkerk

De Johannes de Doperkerk is de parochiekerk van Baexem, gelegen aan Monseigneur Kierkelsplein 19.

## Geschiedenis
De vroegere kerk lag op een terp tussen de Tramweg en de -veel recenter aangelegde- Provincialeweg: de huidige Klockeberg. Voor het eerst werd de kerk vermeld als onafhankelijke parochiekerk in 1485. Na de Tweede Wereldoorlog werd hier archeologisch onderzoek verricht en werden de resten van de oudste kerk teruggevonden. De toren werd omstreeks 1200 gebouwd. Oorspronkelijk was er een zaalkerk, waar later een veelhoekig koor tegenaan werd gebouwd. Vermoedelijk in 1576 werd een zijbeuk aangebouwd. In 1850 werd de oude kerk afgebroken en vervangen door een neoclassicistisch bouwwerk. De toren bleef gespaard. In 1928 werd de kerk nogmaals vergroot onder architectuur van Caspar Franssen. Hierbij werden de zijbeuken verlengd.
Op 15 november 1944 werd de toren door de Duitsers opgeblazen. Toen de pastoor aan de Duitse soldaten vroeg naar explosieven en de eventuele schade, sprak één der soldaten: "Pfarrer, nur die Spitze, die Uhr bleibt vielleicht sogar noch". De explosie vernietigde alleen de toren; toch werd besloten het restant te slopen in plaats van opnieuw op te bouwen.
De monumentale klok uit 1450 trof men na de bevrijding onder de puinhopen van de toren aan. Deze klok hangt nu als kleine klok in de klokkentoren van de huidige parochiekerk van Baexem. 
Na de oorlog besloot men een nieuwe kerk te bouwen die, meer naar het noorden, centraler in het dorp kwam te liggen. De bouw begon in 1949 en in 1950 werd de kerk ingewijd. In 1956 werd de toren gebouwd, evenals de kerk onder architectuur van Alphons Boosten.

## Gebouw
Het huidige basilicale kerkgebouw werd uitgevoerd in baksteen. Merkwaardig is de ingangspartij, gelijkend op een tunnel met rondbogig dak. Ook de vensteropeningen zijn voorzien van ronde bogen. De vierkante toren is aangebouwd aan de koorzijde. Tegen de voorgevel is in reliëf een zittende Christus aangebracht voorzien van de tekst: Ik ben de hoeksteen.
Aan de koorzijde bevindt zich een Heilig Hartbeeld uit 1931. Ook is er een gedenkplaat voor de tewerkgestelden tijdens de Tweede Wereldoorlog. 
In het interieur, uitgevoerd in schoon metselwerk, valt de triomfboog op die koor en schip scheidt. Dieper in het koor vindt men een tweede triomfboog. De balken die het dak schragen zijn voorzien van geschilderde banieren, versierd met bloemmotieven en gedragen door engelen, waarop spreuken uit het Oude en het Nieuwe Testament te lezen zijn.